# Padel
Padel je šport z loparji, ki se praviloma igra v dvojicah na ograjenem igrišču velikosti 20 × 10 m. Gre za nekakšno kombinacijo tenisa in skvoša. Lopar za padel nima strun, temveč je izdelan iz kompozitnega materiala in ima na površini številne luknje. Igrišče je ograjeno s trdnimi (praviloma steklenimi) stenami in kovinsko mrežo. Žogica se lahko med igro odbije od steklenih sten, kar je podobnost s skvošem. Točkovanje je enako kot pri tenisu.
Gre za enega od športov, ki jim priljubljenost hitro narašča. Po oceni Mednarodne zveze za padel (FIP) je bilo leta 2023 v svetu že več kot 25 milijonov aktivnih igralcev iz več kot 90 držav. Po ocenah za leto 2023 se je okrog tega športa obrnilo za 2 milijardi evrov sredstev.

## Zgodovina
Padel naj bi izviral iz mehiškega mesta Acapulco, ko je tam leta 1969 Enrique Corcuera prilagodil svoje igrišče za skvoš in ga ogradil z betonskim zidom. Tudi prvotna površina je bila betonska. Sčasoma so betonske stene nadomestile steklene stene, betonsko površino igrišča pa umetna trava. Leta 1974 se je po obisku svojega prijatelja Corcuera nad športom navdušil Španec Alfonso Hohenlohe, šport je prenesel v svojo domovino ter dalje dodelal pravila in podrobnosti igrišča. Kmalu so prvi igrišči zgradili v španskem mestu Marbella. Kmalu je šport v Španiji začel pridobivati priljubljenost. Tenisač Manolo Santana je začel organizirati turnirje in promoviral nov šport. Padel se je razširil po celotnem območju Costa del Sol.
Leta 1975 so se nad športom navdušili tudi Hohenlohejev argentinski prijatelj Julio Menditeguy in člani argentinskega polo moštva, ki so spremljali Menditeguya na obisku v Španiji. Šport so ponesli v Argentino, kjer je nepričakovano zaslovel in postal drugi najbolj priljubljeni šport.
Padel je dolgo časa sicer ostal nišni šport, njegova priljubljenost pa se je povečala zlasti v obdobju pandemije covida 19, saj so ga lahko igralci igrali na prostem in ne zahteva telesnih stikov. Prva igrišča za padel v Sloveniji so bila na voljo junija 2022, in sicer v športnem parku Ludus v Ljubljani.
Leta 2023 je bil padel vključen med tekmovalne športe na 3. Evropskih igrah. Mednarodna zveza za padel (FIP) si prizadeva, da bi bil uvrščen med olimpijske športe na  Olimpijskih igrah leta 2032.

## Igrišče
Po predpisih Mednarodne zveze za padel (FIP) je igrišče pravokotne oblike in meri 20 m v dolžino in 10 m v širino, z dovoljeno toleranco 0,5 %. Igrišče je razdeljeno na dva enaka pravokotna dela dela z mrežo, ki je v sredini visoka 88 cm, na vsako strani pa 92 cm, z dovoljeno toleranco 5 mm. Servisna črta je oddaljena 6,95 m od mreže. Območje med mrežo in servisno črto je razdeljeno z osrednjo servisno črto, ki območje deli na enaka dela. Osrednja servisna črta se razteza 20 cm preko servisne črte.
Celotno igrišče obdajajo stene iz različnih materialov, ki zagotavljajo enakomeren odboj žoge (steklo ali trdna površina) in mrežasto ograjo, kjer je odboj nepravilen. Zadnja stena je visoka 4 m, pri čemer je prvih 3 m trdnih (steklo, opeka, beton), zadnji meter pa je zaprt z mrežo. Stranske stene so različne višine.

## Oprema
Lopar za padel nima strun, temveč je izdelan iz kompozitnega materiala in ima na površini številne luknje. Sredica je iz gume, obdan pa je z materialom iz karbonskih ali steklenih vlaken. V dolžino lahko merijo največ  45,5 cm, v širino 26 cm, debelina pa lahko meri največ 38 mm. Površina za odboj žogice lahko meri v dolžino največ 30 cm, v širino pa 26 cm. Površina je praviloma gladka. Obstajajo različne oblike loparjev, ki omogočajo od bolj defenzivne in nadzorovane do bolj agresivne igre:
| Slika                            | Oblika                | Lastnosti |
| -------------------------------- | --------------------- | --- |
| Okrogli lopar za padel           | okrogli lopar         | Okrogli loparji imajo večjo površino, ki omogoča enostaven, natančen in močan udarec. Obremenitev na zapestje je majhno. Okrogla oblika se priporoča predvsem začetnikom.                    |
| Kapljičasti lopar za padel       | kapljičasti lopar     | Priporoča se izkušenejšim igralcem, saj je igranje z njim zahtevnejše (a manj zahtevno kot igranje z loparjem v obliki diamanta). Udarci so srednje močni.                                   |
| Lopar za padel v obliki diamanta | lopar oblike diamanta | Omogoča posebej hitre udarce, vendar zahteva večjo natančnost pri udarcih. Potrebna je dodelana tehnika igranja, tako da lahko igralec natančno zadene žogico. Zapestje je bolj obremenjeno. |

Loparji so lahko tudi različno težki:
- težji loparji: omogočajo večjo moč udarca oziroma večjo hitrost žogice;
- lažji loparji: omogočajo bolj nadzorovano igro.[24]

Žogica za padel je zelo podobna teniški žogici, je le nekoliko mehkejša (z manj pritiska) in manjša. Za rekreativno igro zadoščajo tudi običajne teniške žogice.